# Kydonia
Pour l’article homonyme, voir Kydoniá (Étolie-Acarnanie).

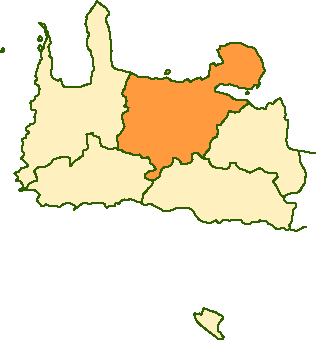
La province de Kydonia

La province de Kydonia (du nom de la cité de Cydonia) est une ancienne province de la côte nord-ouest de la Crète, faisant partie du nome de la Canée. La capitale en était le port de La Canée. Elle a disparu dans le cadre du programme Kapodistrias.